# Janez Puc
Janez Puc (Putz), zvonar, * (?) 1722 (?), † 5. avgust 1760, Ljubljana.
Janez Puc (tudi Putz) je ulival zvonove na Karlovški cesti v Ljubljani (danes hišna št. 1). Leta 1751 ali 1752 se je poročil z Marijo Dimic, hčerko zvonarja Luke Dimica, ki je 1730 ali 1731 postal lastnik znane Samassove zvonarne. Ko je moral Dimičev naslednik Benedikt Huetterer leta 1755 zaradi bolezni opustiti svoj posel, je sklenil z izučenim pasarskim mojstrom Janezom Pucom pogodbo, po kateri je ta dobil v zakup njegovo zvonarsko obrt. Ulivanje zvonov je izvrševal izučen pomočnik, kar pa je mestni svet kmalu po Huettererjevi smrti (umrl 26. aprila 1756) prepovedal. Pucova vdova se je 30. aprila 1761 poročila z zvonarjem Gašperjem (Baltazarjem) Tadejem Schneiderjem iz Celja, ki se je preselil v Ljubljano in prevzel livarno na Karlovški cesti. 